# Ermenegildo Reato
Ermenegildo Reato (Piazzola sul Brenta, 6 luglio 1928 – Vicenza, 15 marzo 2025) è stato un presbitero, storico e insegnante italiano.

## Biografia
Entrato da ragazzo nel Seminario vescovile di Vicenza, fu ordinato sacerdote e celebrò la prima messa il 26 giugno 1955. Fu assegnato alla parrocchia di Lonigo, dove lavorò come cappellano fino al 1962; fu poi spostato a Vicenza, dove rimase per tutto il resto della vita, frequentando anche corsi di scienze sociali a Venezia.
Per molti anni fu docente di Storia della Chiesa presso il Seminario vescovile di Vicenza. Tra i diversi incarichi ebbe anche quello di direttore del Pensionato studenti Madonna di Monte Berico. Dal 1978 al 2008 fu socio accademico ordinario dell'Accademia Olimpica di Vicenza.
Collaborò con l’Istituto di Ricerche di storia sociale e religiosa di Vicenza, con l'Università Cattolica di Milano e con l'Istituto Paolo VI di Brescia. Mariano Rumor lo scelse come persona fidata alla quale affidare i suoi documenti privati e pubblici, raccolti in un unico archivio.
Morì in età molto avanzata nel 2025. 

## Opere
- Le origini del movimento cattolico a Vicenza (1860-1891), Accademia Olimpica, 1971
- Noventa Vicentina: profilo storico, Comune di Noventa, Centro di cultura Dante Alighieri, 1974
- Il primo congresso dei cattolici italiani nella stampa liberale veneta, Vita e Pensiero, 1974
- La coscienza religiosa, politica e sociale dei cattolici intransigenti dalla crisi della Destra storica al decollo dell'Opera dei Congressi, Vita e Pensiero, 1975
- Pensiero e azione sociale dei cattolici vicentini dalla "Rerum Novarum" allo scioglimento dell'Opera dei Congressi (1891-1904), 1976
- Il Sindacato veneto dei lavoratori della terra e la società rurale veneta nell'età giolittiana, 1979
- La società della Valle del Chiampo (1815-1925). La religiosità nella Valle del Chiampo (1815-1925), estratto da La Valle del Chiampo, 1981
- Il Monte di Pietà di Vicenza 1486-1986, 1986
- Casale di Vicenza. Appunti storici, Vicenza, Parrocchia di Casale, 1986.
- Gilles Gerard Meersserman O.P. Una vita per la storia. Atti della tavola rotonda Vicenza 31 marzo 1989. Accademia Olimpica 1989
- La liquidazione dell'asse ecclesiastico a Vicenza (1866-1968), in Storia di Vicenza, IV/1, L'Età contemporanea, Vicenza, Neri Pozza editore, 1991
- I cattolici vicentini dall'opposizione al governo (1866-67), in Storia di Vicenza, IV/1, L'Età contemporanea, Vicenza, Neri Pozza editore, 1991
- Pensiero e azione sociale dei cattolici vicentini e veneti dalla Rerum Novarum al fascismo (1891-1922), Vicenza, Edizioni Nuovo Progetto - Tip. ISG, 1991
- Il ven. Gellio Ghellini, in Santità e religiosità nella diocesi di Vicenza del XVI secolo, Vicenza, 1991
- Diocesi di Vcenza, Gregoriana Libreria Editrice, 1994
- Lonigo e il suo Duomo (1895-1995): una comunità in cammino fra "storia" e "memoria", Sossano, Giovani editori, 1995
- Studi e ricerche di storia sociale religiosa artistica vicentina e veneta, omaggio a Ermenegildo Reato, Accademia Olimpica, 1998
- Noventa Vicentina tra '800 e '900. Memorie per il primo centenario della casa di riposo "Cà Arnaldi", Vicenza, La Grafica & Stampa, 2001
- Storia e storie di Vicenza e dintorni, Accademia Olimpica, 2015